# قرن بارود
قرن البارود أو حُقّ البارود هو وعاء للبارود، وقد أنشِئ عموماً من قرن بقرة أو ثور أو جاموس.